# Sonero
Un sonero est un chanteur, généralement d'origine hispanique, maitrisant l'improvisation vocale lorsqu'un morceau de musique latine est jouée.

## Caractéristiques
Le terme hispanique de sonero désigne littéralement l'art de l'improvisation vocale. L'exemple le plus connu dans ce domaine est celui d'Ismael Rivera dans la scène caribéenne de la musique tropicale et swing, qui a été désigné comme sonero mayor (meilleur sonero),. En 2019, Miguel Zenón lui rend hommage avec la sortie de son album Sonero, The Music of Ismael Rivera.
Pour le chanteur portoricain Gilberto Santa Rosa, « un sonero est un chanteur de salsa qui a la capacité d'improviser et qui a aussi une maîtrise du rythme qui lui permet de « jouer avec la clave ». » En ce qui concerne la clave, il explique que pour les musiciens et chanteurs portoricains, la clave est « presque une religion, et ne pas la suivre, est considéré comme un crime. »